# Dorothy Harrison Eustis
Dorothy Leib Harrison Wood Eustis, nata Dorothy Leib Harrison, (Filadelfia, 30 maggio 1886 – New York, 8 settembre 1946), è stata una filantropa e allevatrice di cani statunitense, che fondò The Seeing Eye, la prima scuola di cani guida per non vedenti negli Stati Uniti. È stata inserita nella National Women's Hall of Fame nel 2011.

## Biografia
Nel 1927 la Eustis aveva 41 anni e viveva in Svizzera, dove allevava Pastori Tedeschi come cani poliziotto, quando scrisse un articolo per The Saturday Evening Post, un popolare settimanale. L'articolo descriveva una scuola tedesca di addestramento per cani guida per i veterani ciechi della Prima Guerra Mondiale e scatenò un'ondata di lettere, tra cui una lettera di un ventenne cieco di nome Morris Frank che prometteva di aiutare a creare una scuola simile negli Stati Uniti se Eustis lo avesse addestrato a usare un cane guida. Lei invitò Frank in Svizzera, dove trascorse cinque settimane per imparare a lavorare con Buddy, il primo dei suoi sei cani guida (tutti chiamati Buddy). Un anno dopo, nel dicembre 1928, Eustis e Frank lanciarono The Seeing Eye nella città natale di Frank, Nashville, Tennessee.
L'eredità della Eustis è stata di lunga durata. Il suo lavoro ha contribuito a far nascere le scuole per cani guida negli Stati Uniti e in tutto il mondo, e ha anche aperto la strada all'uso degli animali da assistenza per aiutare le persone con varie disabilità. Poiché The Seeing Eye si rifiutava di considerare i suoi studenti come casi di carità, a Eustis si attribuisce anche il merito di aver aiutato a cambiare l'atteggiamento dell'opinione pubblica nei confronti dei disabili e di aver contribuito al movimento per i diritti delle persone con disabilità iniziato negli anni '70.

## Primi anni di vita e formazione
La sesta e la più giovane figlia dell'uomo d'affari e filantropo Charles Custis Harrison e di sua moglie Ellen Nixon Waln Harrison, la Eustis è cresciuta in una famiglia di spicco di Filadelfia, la cui cerchia sociale comprendeva alcune delle persone più influenti dell'epoca. Suo padre, Charles C. Harrison, era il nipote di John Harrison, che creò la prima fabbrica chimica negli Stati Uniti. Charles possedeva una raffineria di zucchero molto redditizia, che lui e i suoi soci vendettero per un prezzo dichiarato di 10 milioni di dollari. In seguito, diventò rettore della sua alma mater, l'Università della Pennsylvania, e raccolse circa 11 milioni di dollari per l'università in 16 anni.
La madre della Eustis era la pronipote di Robert Morris, che contribuì a finanziare la Rivoluzione Americana, e la pronipote di John Nixon, che fu scelto per la lettura pubblica della Dichiarazione di Indipendenza a Filadelfia quattro giorni dopo la sua firma. Ellen Harrison fu anche attiva presso l'Università della Pennsylvania, raccogliendo fondi per l'ospedale universitario e supervisionando la sistemazione dei terreni dell'università.
La Eustis frequentò la Agnes Irwin School, una scuola femminile privata di Filadelfia, dall'autunno del 1901 alla primavera del 1903, e poi frequentò la Rathgowrie School in Inghilterra.

## Vita privata
Sposò il suo primo marito, Walter Abbott Wood Jr, figlio benestante di un produttore di macchinari agricoli, il 6 ottobre 1906 nella Old St. David's Church di St. David's, Pa. e poi si trasferì nella città natale di suo marito, Hoosick Falls, New York, una piccola comunità a soli dieci chilometri a sud del confine con il Vermont. La coppia ha avuto due figli: Walter Abbott III (1907-1993) e Harrison (1914-1938).
Durante gli anni trascorsi a Hoosick Falls, lei e suo marito, un politico locale, svilupparono un programma di allevamento sperimentale di bestiame nella loro fattoria. Nel 1914, durante un viaggio in Europa con il marito, la Eustis acquistò il suo primo Pastore Tedesco, un cane di nome Hans. Il cane si rivelò in seguito parte dell'ispirazione per The Seeing Eye. Come spiegò Willi Ebeling, che lavorò a stretto contatto con Eustis per far decollare The Seeing Eye e fu vicepresidente esecutivo dell'organizzazione per molti anni: “La prima metà della sua vita [di Hans] è stata spesa per far capire ai suoi padroni che il Pastore Tedesco all'antica era davvero un cane meraviglioso. L'ultima metà della sua vita la trascorse osservando i suoi proprietari che cercavano di recuperare l'antico rispetto alla razza attuale; (sic) per trovare e conservare il temperamento da lavoro e l'utilità che erano presenti nella razza prima della grande guerra (Prima Guerra Mondiale)".

## Vedovanza e nuovo matrimonio
Una svolta nella vita della Eustis avvenne l'8 ottobre 1915, quando il marito Walter morì a causa di complicazioni dovute alla febbre tifoidea, rendendola una vedova di 29 anni con due bambini piccoli, di 1 e 8 anni. Tornò a Filadelfia nel 1917 e si sposò una seconda volta il 23 giugno 1923, questa volta con George Eustis, un giocatore di polo di 13 anni più giovane e figliastro del pianista Josef Hofmann. 
Poco dopo il matrimonio la coppia iniziò ad affittare lo chalet di Hofmann sul Monte Pèlerin, nelle Alpi svizzere, e iniziò ad allevare pastori tedeschi e ad addestrarli per lavorare come cani poliziotto. Per aiutarli nel loro progetto, assunsero Elliot “Jack” Humphrey, un genetista e addestratore di animali autodidatta. In seguito Humphrey sarebbe stato determinante nello sviluppo del metodo di addestramento dei cani, oltre che degli studenti, presso The Seeing Eye.

## L'articolo delSaturday Evening Post
Il 5 novembre 1927 il Saturday Evening Post pubblicò un articolo di Eustis su una scuola fuori Berlino che addestrava i veterani di guerra tedeschi che erano stati accecati dal gas mostarda  durante la Prima Guerra Mondiale. Presto la casa editrice le inoltrò pile di lettere di lettori che volevano saperne di più. Una si distingueva dalle altre. Era di Morris Frank, il giovane di Nashville Tenn.
“Quello che dice è davvero vero?”. Frank scrisse. “Se è così, voglio uno di quei cani! E non sono solo. Migliaia di ciechi come me aborriscono la dipendenza dagli altri. Aiutatemi e io li aiuterò. Addestratemi e riporterò il mio cane e mostrerò alle persone qui come un cieco può essere assolutamente autonomo. Potremo poi creare un centro di istruzione in questo Paese, per dare a tutti coloro che lo desiderano la possibilità di una nuova vita”. Alla fine del 1928, la Eustis aveva divorziato dal suo secondo marito George e aveva lanciato una nuova impresa: The Seeing Eye.

## The Seeing Eye
Per i primi tre anni della sua esistenza, The Seeing Eye non aveva una struttura permanente, per cui gli istruttori viaggiavano in diverse città per tenere i corsi. La situazione cambiò nel 1931, quando la Eustis acquistò un palazzo di dieci stanze da letto a Whippany, nel New Jersey, che aveva spazio sufficiente per ospitare gli studenti mentre imparavano a lavorare con i loro cani. La scuola si trasferì in una struttura di nuova costruzione e più facile da usare a Morristown nel 1966.
La Eustis continuò a svolgere un ruolo attivo negli affari di The Seeing Eye fino al 1940, quando si dimise da presidente e assunse il ruolo di presidente onorario e di membro del consiglio di amministrazione. A quel punto era anche diventata sempre più devota alla Scienza Cristiana e aveva iniziato una pratica di guarigione della Scienza Cristiana: sebbene fosse cresciuta nella Chiesa episcopale, divenne una scienziata cristiana intorno al 1926. La Eustis continuò la pratica fino al 1945, l'anno prima di morire.
Morì nella sua casa di New York City l'8 settembre 1946, all'età di 60 anni.